# Buh
Buh je priimek v Sloveniji, ki ga je po podatkih Statističnega urada Republike Slovenije na dan 1. januarja 2010 uporabljalo 375 oseb in je med vsemi priimki po pogostosti uporabe uvrščen na 960. mesto.

## Znani nosilci priimka
- Gordana Buh Žgajner, profesorica prečne flavte in dirigentka
- Ivan Buh, podobar na Vrhniki, 1. učitelj Staneta Dremlja
- Jožef Frančišek Buh (1833—1923), misijonar
- Jure Buh (*1982), slikar in ekološki kmet
- Maks Buh (?—1906), tiskar, urednik (časnikar) v ZDA
- Marcel Buh (*1948), filmski scenarist, režiser in producent
- Milica Buh (1915—2000), baletna plesalka, pedagoginja, mentorica
- Neža Buh - Neisha (*1982), pevka in skladateljica zabavne glasbe
- Tina Buh, konservatorka
- Tomaž Buh, glasbeni pedagog (ravnatelj SGBŠ /Lj)
- Uroš Buh, glasbenik kitarist, pevec ...